# Девинченци, Альфредо
Альфредо Чириако Девинченци (итал. Alfredo Ciriaco Devincenzi; 9 июня 1907, Буэнос-Айрес — неизвестно), также известный под фамилией Де Винченци (итал. De Vincenzi), иногда ошибочно пишут фамилию как Девиченци (итал. Devicenzi) — аргентинский и итальянский футболист, нападающий. Капитан сборной Аргентины на чемпионате мира 1934.

## Карьера
Альфредо Девинченци был ориундо, потомком выходцев из Италии. Он начал карьеру в клубе «Эстудиантиль Портеньо». В 1928 году он перешёл ненадолго в «Ривер Плейт», где сыграл 7 матчей и забил 5 голов. Затем он вновь возвратился в «Эстудиантиль», где за два года забил 23 гола в 31 встрече. В 1931 году Альфредо перешёл в «Расинг». За эту команду нападающий сыграл 52 матча и забил 32 гола. Из 32 мячей, четыре Альфредо забил в одном матче: 25 октября 1931 года в матче с «Сан-Лоренсо». В 1934 году Девинченци перешёл в итальянский клуб «Амброзиана-Интер», в котором дебютировал 30 сентября в матче с «Палермо» (3:0). Первоначально футболист хотел перейти в «Рому», но в результате его «перехватил» «Интер». Перейти в эту команду ему помог его бывший партнёр по «Эстудиантилю», Аттилио Демария, который уже два сезона играл за «нерадзурри». Всего за клуб Альфредо сыграл 56 матчей и забил 21 гол. Затем он возвратился в Аргентину, где сыграл два сезона в «Сан-Лоренсо».
В составе сборной Аргентины Девинченци сыграл 8 матчей и забил 1 гол. Он поехал в качестве капитана команды на чемпионат мира в 1934 году, но там аргентинцы в первом же матче проиграли Швеции со счётом 2:3. В некоторых источниках указано, что в этой игре капитаном был Девинченци. В других, что тот до начала турнира самовольно уехал во Флоренцию, чтобы навестить родственников, за что был лишён капитанской повязки, вследствие чего капитаном во встрече был Хосе Неин. Когда Девинченци уехал в Италию, он провёл там один матч за вторую сборную.

## Международная статистика
| Матчи Альфредо Девинченци за сборную Аргентины | Матчи Альфредо Девинченци за сборную Аргентины | Матчи Альфредо Девинченци за сборную Аргентины | Матчи Альфредо Девинченци за сборную Аргентины | Матчи Альфредо Девинченци за сборную Аргентины | Матчи Альфредо Девинченци за сборную Аргентины | Матчи Альфредо Девинченци за сборную Аргентины |
| ---------------------------------------------- | ---------------------------------------------- | ---------------------------------------------- | ---------------------------------------------- | ---------------------------------------------- | ---------------------------------------------- | ---------------------------------------------- |
| №                                              | Дата                                           | Место проведения                               | Оппонент                                       | Счёт                                           | Голы                                           | Турнир                                         |
| 1                                              | 19 апреля 1931                                 | Асунсьон                                       | Парагвай                                       | 1:0                                            | —                                              | Товарищеский матч                              |
| 2                                              | 23 апреля 1931                                 | Асунсьон                                       | Олимпия (Асунсьон)                             | 5:1                                            | 1                                              | Товарищеский матч                              |
| 3                                              | 4 июня 1931                                    | Буэнос-Айрес                                   | Парагвай                                       | 1:1                                            | —                                              | Кубок Шевалье Бутеля                           |
| 4                                              | 9 июня 1931                                    | Буэнос-Айрес                                   | Парагвай                                       | 3:1                                            | —                                              | Кубок Шевалье Бутеля                           |
| 5                                              | 27 мая 1934                                    | Болонья                                        | Швеция                                         | 2:3                                            | —                                              | Чемпионат мира                                 |
| 6                                              | 14 июня 1934                                   | Милан                                          | сборная клубов Италии                          | 2:0                                            | 2                                              | Товарищеский матч                              |

## Достижения
- Обладатель Кубка Шевалье Бутеля: 1931